# Ancylotrypa atra
Espèce
Ancylotrypa atra est une espèce d'araignées mygalomorphes de la famille des Cyrtaucheniidae.

## Distribution
Cette espèce se rencontre en Éthiopie et au Kenya.

## Publication originale
- Strand, 1906 : Diagnosen nordafrikanischer, hauptsächlich von Carlo Freiherr von Erlanger gesammelter Spinnen. Zoologische Anzeiger, vol. 30, p. 604-637 & 655-690 (texte intégral).